# كيكو غارسيا
كيكو غارسيا (بالإنجليزية: Kiko Garcia)‏ هو لاعب كرة قاعدة أمريكي، ولد في 14 أكتوبر 1953 في مارتينز في الولايات المتحدة.

## وصلات خارجية
- كيكو غارسيا على موقع دوري كرة القاعدة الرئيسي (الإنجليزية)
- كيكو غارسيا على موقعبيزبول رفرنس.كوم (الدوري الرئيسي) (الإنجليزية)
- كيكو غارسيا على موقعبيزبول رفرنس.كوم (الدوري الثانوي) (الإنجليزية)
- كيكو غارسيا على موقع جمعية أبحاث البيسبول الأمريكية (الإنجليزية)
- كيكو غارسيا على موقع إي إس بي إن.كوم (أم.أل.بي) (الإنجليزية)
- كيكو غارسيا على موقع مشجعي الرسوم البيانية (الإنجليزية)